# Yad Vashem
Yad Vashem (hebraisk: יד ושם; "Mindesautoriteten for Martyrerne og Heltene fra Holocaust") er Israels officielle mindesmærke for de jødiske ofre for Holocaust, som etableredes i 1953 i henhold til loven om Yad Vashem, vedtaget af Knesset, det israelske parlament.
Oprindelsen af navnet kommer fra et gammel-testamentligt vers fra Bibelen: "For dem sætter jeg hånd og navn (Yad Vashem) på murene i mit hus, som er bedre end sønner og døtre; jeg giver dem et evigt navn, der aldrig slettes ud".
Yad Vashem befinder sig i den vestlige del af Herzlbjerget på Mindebjerget i Jerusalem, og er et 180.000 kvadratmeter stort kompleks med blandt andet Holocaust Historiemuseet, mindesteder, såsom Børnenes Mindesmærke og Mindeshallen, Museet for Holocaust Kunst, skulpturer, udendørs erindringssteder såsom Samfundenes Dal, en synagoge, arkiver, forskningsinstitut, bibliotek, et forlag og pædagogisk center og den Internationale Skole for Holocaust-studier. Ikke-jøder som reddede jøder under Holocaust, med risiko for personlige konsekvenser, æres af Yad Vashem som "Retfærdige blandt nationerne".
Yad Vashem er den næstmest besøgte turistattraktion i Israel, efter Grædemuren, med over 800.000 besøgende i 2009. Der er gratis adgang til Yad Vashem.